# St. Marien (Bad Belzig)

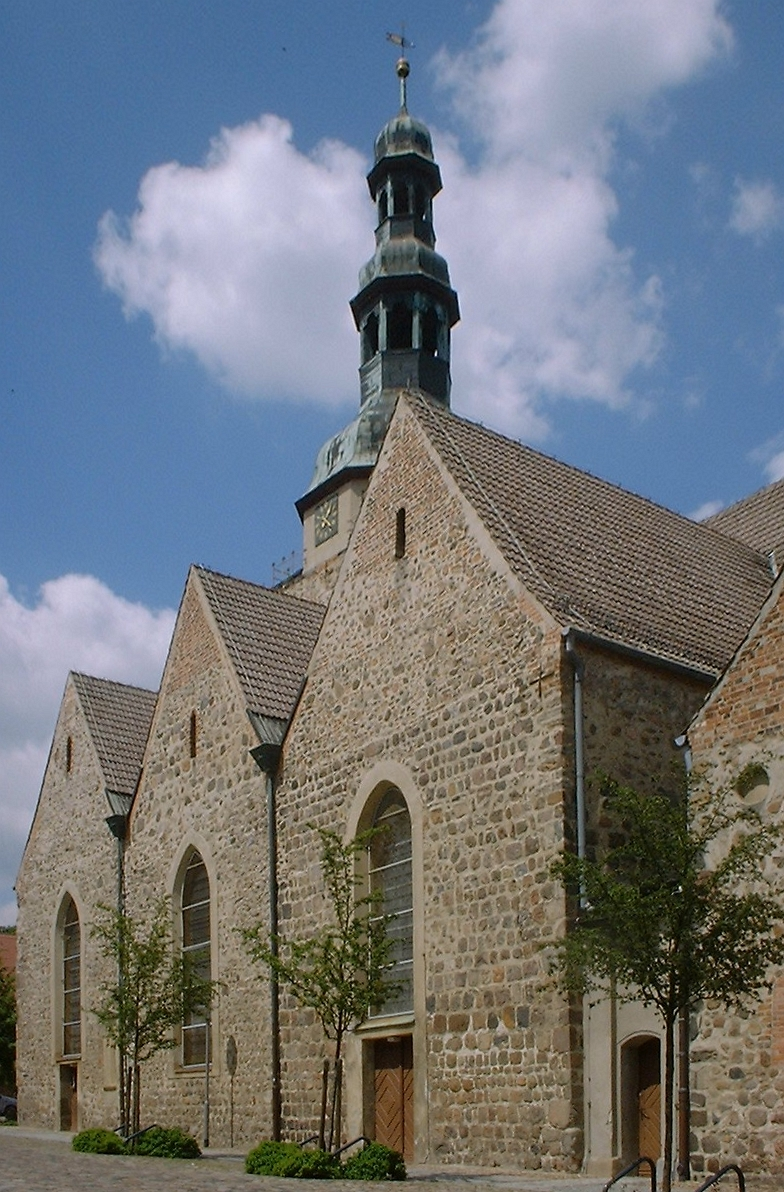
Marienkirche in Bad Belzig

Die Stadtkirche St. Marien ist eine romanische Saalkirche aus der zweiten Hälfte des 13. Jahrhunderts. Sie befindet sich nordöstlich des Marktplatzes von Bad Belzig im Landkreis Potsdam-Mittelmark im Land Brandenburg.

## Geschichte
Das genaue Baudatum ist nicht überliefert. Experten vermuten jedoch, dass die Baumeister in der ersten Hälfte des 13. Jahrhunderts wohl zunächst ein Bauwerk mit einer Hauptapsis und Apsiden an den Kreuzarmen planten, dies jedoch nicht realisierten. Im 15. Jahrhundert wurde vermutlich das Langhaus um ein südliches Seitenschiff erweitert und der Kirchturm um einen doppeltürmigen Aufbau erhöht. Von diesem wurde aber nur der Nordturm realisiert. 1636 brannte es im Bauwerk und der Turm stürzte ein. In den Jahren 1657 bis 1665 reparierten Maurer die Schäden und bauten dabei wesentliche Teile der nördlichen Langhausmauer neu auf. Der südliche Aufbau des Turms wurde dabei durch ein Pultdach geschlossen. Von 1696 bis 1697 errichteten sie erneut den Nordturm. 1850 brannte es dort wiederum, so dass in der Nordostecke des Turms eine Reparatur mit Mauersteinen erforderlich war. 
Die EKD stellte zwischen 1973 und 1975 die Summe von 388.000 D-Mark bereit, damit über ein Kirchenbauprogramm in der DDR dieselbe Summe in DDR-Mark für Sanierungs-Bauleistungen dieses Sakralbaus verfügbar war.
In den Jahren 1974 bis 1978 sanierte die Kirchengemeinde, finanziert aus jenem Kirchenbauprogramm in der DDR, das Bauwerk und vermauerte dabei die beiden Bogenöffnungen der Turmhalle. Bei dieser Maßnahmen erhielt das Kirchenschiff eine Holzbalkendecke und wurde zum Gemeindezentrum umgestaltet.

## Architektur

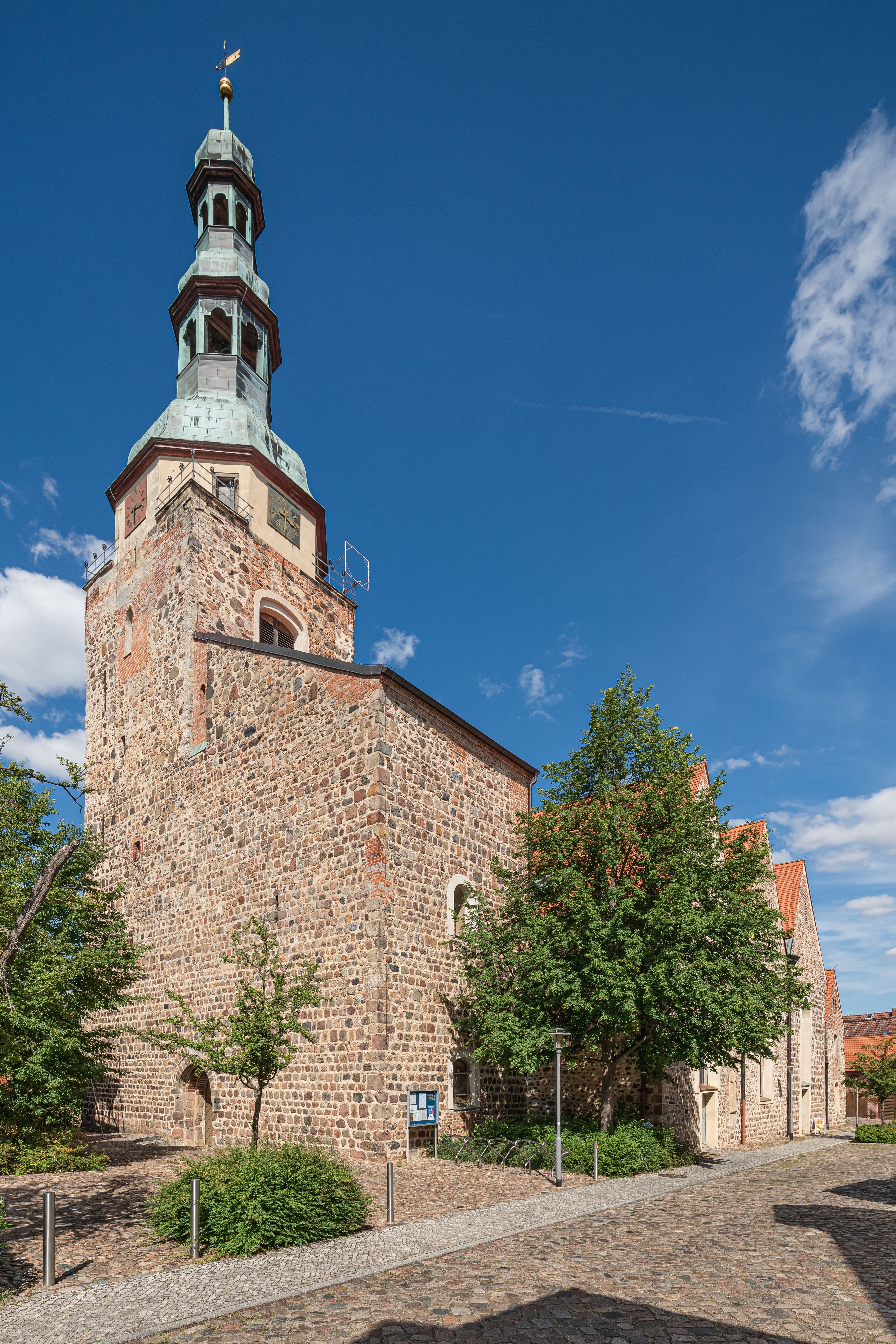
Der Kirchturm

Das Bauwerk wurde aus regelmäßig behauenen und überwiegend gleichmäßig geschichteten Feldsteinen errichtet. Es besteht aus einem einschiffigen Saal mit einem eingezogenen, rechteckigen Chor und mehreren niedrigeren Annexen, die in Form eines Querschiffs an den Saal angebaut wurden. Ein westlicher Anbau mit dem Kirchturm ragt dabei über die Schiffsbreite hinaus. Am Fuße des Turms befindet sich ein gestuftes Portal, dessen Bogen im 19. Jahrhundert in Mauersteinen neu eingefasst wurde. Ein Schlussstein erinnert an eine Predigt Martin Luthers am 14. Januar 1530. Der Nordturm schließt mit einem barocken, achteckigen Aufsatz, einer doppelten Laterne mit geschweifter Haube ab. Die Fenster am Kirchenschiff sind spitzbogig ausgeführt. Die Fenster im Chor sind auf der Südseite als Lanzettfenster ausgeführt. Auf der Nordseite des Chors sind sie deutlich kleiner und höher gesetzt. Experten vermuten, dass an dieser Stelle zu einer früheren Zeit eine Sakristei angebaut war. Stattdessen befindet sich vermutlich seit dem Anfang des 14. Jahrhunderts an der Südwand des Chors eine Sakristei. Sie wurde als zunächst eingeschossiger Feldsteinbau mit zugesetzten Blenden im Südgiebel ausgeführt. Im Innern verfügt sie über ein Tonnengewölbe. Die Fenster, Blenden und der Backsteingiebel stammen noch aus der Bauzeit. Der Ostgiebel ist mit einer großen, kreisförmigen Blende verziert.

## Ausstattung

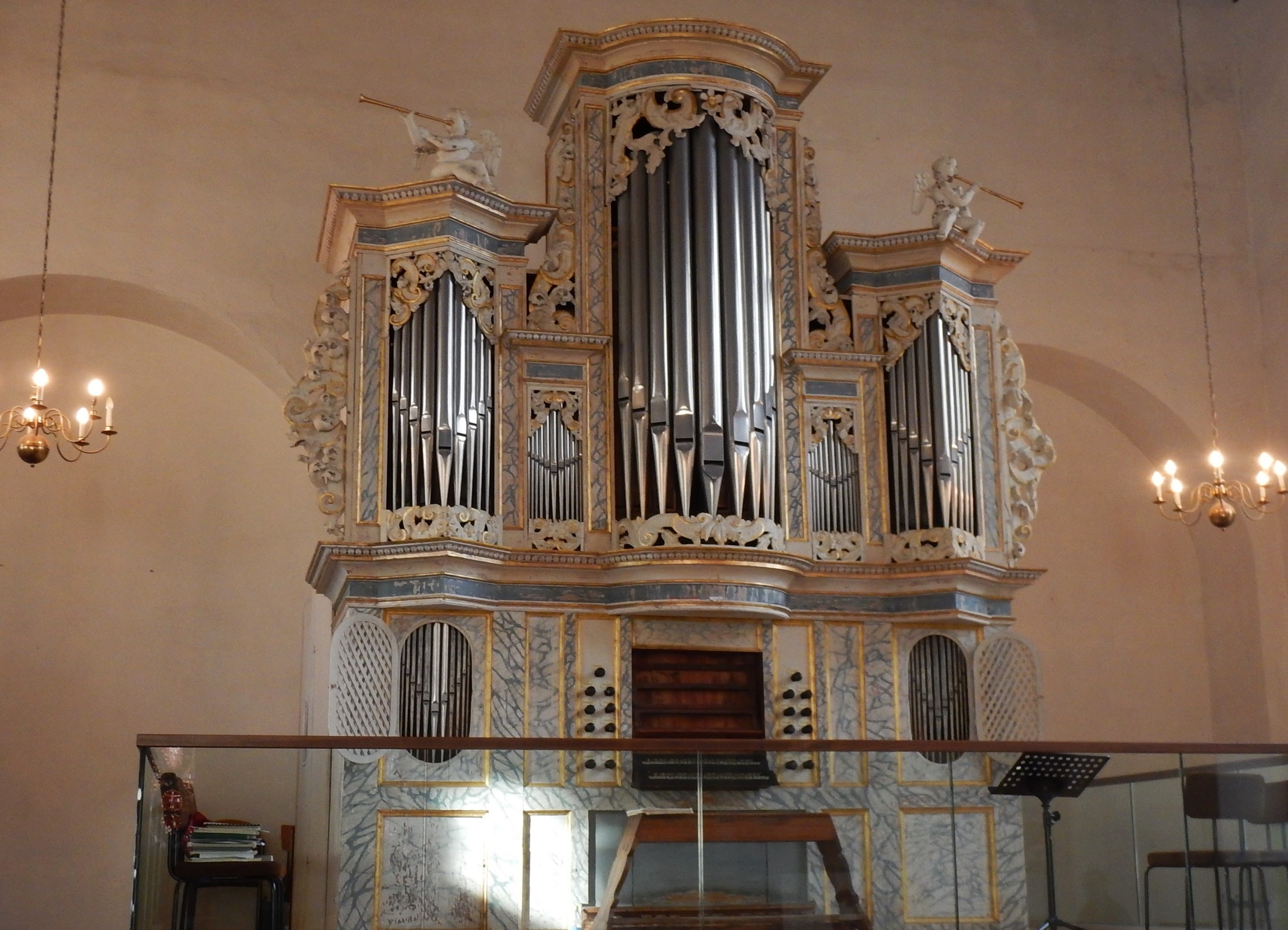
Papenius-Orgel von 1747

Das hölzerne Altarretabel wurde 1660 von den Eheleuten Fugmann gestiftet. Es zeigt im Hauptfeld das Abendmahl Jesu und die Kreuzigung Christi und wird von Säulen umrankt, an denen hinter kleinen Türen die Abbildungen der Stifter eingearbeitet wurden. Neben der Predella befindet sich ein bewegliches Knorpelwerk. Der Aufsatz wird von einem Heiligenschein aus dem Jahr 1815 gekrönt. Der Altarraum wurde von 2022 bis 2024 in einem Jury-geführten Kunstwettbewerb durch den Bildhauer Hans-Georg Wagner neu gestaltet. Er errichtete das Ensemble Verbindende Drei-Einigkeit. Es kombiniert die vorhandene Kirchenausstattung mit weiteren, aus Holz gestalteten Elementen.
Die Kanzel wurde ebenfalls aus Holz in den Jahren 1659 und 1660 von Chr. Witt aus Brandenburg an der Havel gefertigt. Auf einer gedrehten Stütze befindet sich ein polygonaler Korb, der mit den Bildern von Jesus Christus und den vier Evangelisten sowie weiterem Knorpelwerk verziert ist. Die Fünte ist aus Sandstein gearbeitet und wird auf die Zeit um 1600 datiert. Sie stammt aus der Mönchenkirche in Jüterbog. Daneben befinden sich ein hölzernes Kreuz aus der Zeit um 1520 sowie eine Schnitzfigur einer weiblichen Heiligen aus der Zeit um 1430 in der Kirche – eine Leihgabe der Gemeinde Grabow in Mühlenfließ. Die 15 aus dem Jahr 1616 datierten Tafeln mit Szenen aus dem Leben Christi wurden 1959 aus der Gertraudenkapelle verbracht und 1978 an die Brüstung der südlichen Empore montiert.
Im nördlichen Kreuzarm befindet sich eine barocke Orgel von 1747 des Orgelbauers Johann Adolarius Papenius, die aus dem sachsen-anhaltischen Hordorf 1974 nach Bad Belzig verbracht und nach Restaurierung 1979 eingeweiht wurde. Das Instrument verfügt über 20 Register, die auf zwei Manuale und Pedal verteilt sind. Es bildet mit anderen historischen Kleinorgeln, die in St. Marien aufgestellt sind, den Grundstock des Brandenburgischen Orgelmuseums. Am südlichen Kreuzamt steht ein Epitaph, das an den 1724 verstorbenen Christian Ernst Müßigk erinnert. Ein weiterer, verwitterter Stein steht an der südlichen Langhauswand und erinnert an eine 1580 verstorbene Frau.

## Vergleichbare Bauwerke
- St. Crucis in Ziesar
- Burgwardskirche in Wiesenburg/Mark
- Dorfkirche Wusterwitz